# زروان (لارستان)
زروان روستایی در دهستان صحرای باغ بخش صحرای باغ شهرستان لارستان در استان فارس ایران است.

## پیشینه
پیشنهٔ تاریخی این روستا به دوران پیش از اسلام برمی گردد. روایت است که در دوران بسیار دور گروهی از منطقه «زرغان» یا «زرقان» به صحرای باغ کوچیده أند و در گوشه‌ای از این صحرای پهناور به نام «گود مسجد» سکونت گزیده أند، در ضمن این گروه مهاجر ۳ برادر بنام‌های «حاجی میر» و «کرد میر» و «شهر میر» بودند.

از نژاد این ۳ برادر بنیاد روستای زروان نهادند. در ابتدای کار، زروان بالای روستای دشتی بنا نهادند، بعد از صدها سال زروان فعلی بنیادگذاری کردند، و طایفه زروانی‌ها که نیمی از جمعیت روستای زوران تشکیل می‌دهند از تبار حاجی میر هستند. همچنین آب‌انبار (یا در گویش محلی: برکه) بزرگی نیز وجود دارد که به نام «برکه حاجی میر» معروف است که در کتیبهٔ سردر آن حدود ۶۰۰سال پیش نشان می‌دهد.

گروه زیادی از زروانی‌ها که درزمان‌های دور به کشورهای عربی حاشیهٔ خلیج فارس مهاجرت کرده‌اند در این کشورها به قبیلهٔ «زرعونی» یا «الزرعونی» معروف هستند که حالا تابعیت آن کشورها دارند، اما گروه دوم که در حدود ۳۰ تا ۴۰ پیش به این کشورها رفته‌اند تابعیت ایران دارند.

## محدودهٔ زروان
محدودهٔ زروان از شمال: «کوه زروان وگراش»، از جنوب «پل پاسخند»، از مغرب «برکه گِرد»، و از سمت مشرق به دامنهٔ تاخِر گاه‌بست محدود می‌گردد.

## آب وهوا و موقعیت جغرافیائی زروان
روستای زروان در صحرای باغ در دامنه کوه شمال که معروف است به «کوه ملک تیر» واقع شده است.
در زمستان هوایش بسیار سرد است.
در بعضی اوقات در زمستان درجه سرما به ۵ تا ۱۰ درجه سنتیگراد زیر صفر می‌رسد.
در تابستان هوای گرم وخشک دارد، دما از ۴۸ درجه تا ۵۰ درجه سانتیگراد نیز تجاوز می‌کند.
دور تا دور روستای زروان از درخت نخل خرما و درخت گز پوشیده است.
فاصله زروان تا شهر لار ۵۰ کیلومتر است از راه ماشین، اما از راه کوه «پیاده» در حدود ۱۵ کیلومتر بیشتر نیست تا شهر گراش، که در شمال زروان واقع شده است، و فقط بین زروان و گراش کوه ملک تیر قرار دارد.
در جنوب روستا کوه بلندی وجود دارد که به نام «کوه هرمود» معروف است، ارتفاعش از سطح دریا ۲۰۱۶ متر است، و دارای درخت‌های تنومند مانند: کُنار، کِرت، سمر، کُوهِنگ، سَلَم و گیاهای دارویی است، در قله کوه هوای دلپذیری دارد که حتی در برج ۷ میلادی کسی از سرما و بدون پتو در شب نمی‌تواند در آنجا بخوابد، در قله این کوه در فصل گرما سرمای استخوان سوز دارد.

## حدود زمین و آب زروان
روستای زروان منابع آب زیر زمینی بسیاری دارد، آب زیرزمینی زروان شیرین و آشامیدنی است. آب سفره‌های زیر زمینی مناطقی که آب شیرین دارند در عمق محدود شیرین است. زمانی که ته‌زنی شد و پائین رفت، شور می‌شود. دوطرف روستا کوه‌های بلند احاطه کرده است. کلاً حدود روستای زروان ۱۰ کیلومتر در ۸ کیلومتر مربع می‌رسد. در زمان قدیم زروان دارای دو چشمه بزرگ بوده بنام‌های «تنب فاریاب» و «چاهستان» در کنار این چشمه‌ها زرتشتیان سکونت داشته بودند، در حال حاضر این چشمه‌ها خشک شده است فقط آثار آن‌ها باقی مانده است.

## زروان و تاریخ جهانگیریه
در حدود ۲۵۰ سال پیش لشکر سردار بَستَکی برای تسخیر قلعه گراش از روستای زروان گذشته است، و از راه ریشه گچ وارد قلعه شده و آن را تسخیر نموده است. آن زمان این دژ تابع حکمرانان خان‌های گراش بوده که در لار حکومتی می‌کرده‌اند، در کتاب تاریخ بستک و جهانگیریه این رویداد ثبت شده است و از زروان که روستای آبادی بوده نام برده شده است.

## مشایخ و بزرگان روستای زروان
سر سلسله تمام مشایخ این روستا که تا کنون به قوم یا قبیله قاضی و فامیلی سعیدی در زروان و ملایی در هرمود معروفند شیخ الاسلام حاج محمد سعید قاضی می‌باشد که برادر جد مرحوم شیخ صالح ضیائی بوده‌اند ایشان پس از مهاجرت از هود اوز به قصد تبلیغ و ارشاد مردم در میانه راه در زروان اتراق می‌نمایند. در آن بیتوته کوچک ایشان در می‌یابند که مردمان آن روستا تقریباً با فرهنگ دینی و شریعت محمدی بیگانه‌اند، لذا بر اساس مسئولیت دینی که طبق دستور اسلام مشخص و تأکید گردیده، ایشان به ارشاد و راهنمایی مردم می‌پردازند. اولین کار ایشان ایجاد اولین مسجد در این روستا بوده که تا کنون از آن مسجدبه عنوان جامع سید آل حسن نام برده می‌شود از خصوصیات بارز ایشان زهد، تقوا، شجاعت و قاطعیت بی نظیر در مبارزه با منکرات بوده قضاوتهای ایشان سلیمانوار بسیار حکیمانه و در خور تحسین و تمجید بوده احکام شرعی یک تنه بدون هیچگونه اغماض اجرا می‌نمودند، ایشان علاوه بر دارا بودن مقام علمی بسیار بالایی درشریعت در طریقت نیز یک مرشد کامل و وارسته‌ای بوده‌اند که تمام سفرهای آفاق و انفس را درنوردیده است به قول خودشان علمم را از ابن سینا گرفته شده و طریقتم از شیخ اجل سعدی همچنین شاعری چیره‌دست که اشعارهای فراوانی در حکمت و عرفان سروده است. متأسفانه بخاطر سهل انگاری باز ماندگان آن بزرگوار اکثر آن اشعار از بین رفته‌اند بجز قسمت قلیلی که سینه به سینه بین مریدان و مخلصین آن بزرگوار تا کنون به ما رسیده است. گفته شده ایشان نه تنها از دسترنج خودش امرار معاش می‌کرده بلکه گروه عظیمی از فقرا و مریدان ایشان از آن سفره با برکت بهره‌مند بودند، نخلستان ایشان معروف به نخلستان قاضی از پربارترین نخلستان زروان بوده انبارخانه‌ای داشته عمومی برای فقرا و مساکین که همیشه مملو از خرما و جو و گندم بوده. ایشان با دختر یکی از بزرگان آن روستا از قبیله قائد ازدواج می‌نمایند که از برکت این ازدواج میمون دارای اولاد فراوانی می‌گردند که همگی آن‌ها سرآمد عصر خویش می‌گردند. گفته شده قبیله قائد قبیله‌ای بوده که به مال و ثروت فراوان واشرافگری معروف بوده همگی آن‌ها دارای گله‌های عظیم دام و نخلستان‌های بیشماری بوده‌اند حتی هم‌اکنون در امارات متحده عربی این افراد را (قوم قائد) می‌گویند، و از بزرگ‌ترین تجار و اشراف آن شیخ‌نشین محسوب می‌شوند.

## رئیس‌ها و کدخدایان زروان از ابتداء تا انتها
- رئیس‌ها:
- رئیس ابول.
- رئیس محمد قاسم، نوادگان او در عربستان سعودی و بحرین زندگی می‌کنند.

رئیس عالی محمد رضا، نوادگان ایشان در امارات متحده عربی زندگی می‌کنند.
کدخدایان:
- کدخدا حاجی علی.
- کدخدا حاجی احمد حاج علی.
- کدخدا عبدالعزیز حاجی احمد پوراحمدی
- کدخدا غلام عبدالرحیم محمد قنبر چرخی معروف به شیر صحرای باغ، (شجاعت و دلاوری ایشان در مبارزه با اشرار زبانزد عام و خاص بوده که در این راه نیز شهید گشته‌اند)
- کدخدا حاج عبدالرحیم خان.
- کدخدا محمد احمد امین.
- کدخدا محمد امین روئین‌تن.
- کدخدا حاجی میلادی.
- کدخدا محمد نبی امین.
- کدخدا رمضان طائری، آخرین کدخدا تاسال ۱۳۵۷ خورشیدی که بعد هم نوبت به انجمن ده می‌رسد، و بعد هم به شیوه شورای اسلامی اداره شده است.

اولین نفر به عنوان بنیانگذار انجمن ده در روستای زروان عبدالله قاضی بوده است بنابراین ما به چند تن از انجمنهای ده به ترتیب زیر اشاره می‌کنیم:
- عبدالله قاضی (اولین بنیان‌گذار و رئیس انجمن ده)
- امان‌الله پوراحمدی
- نصرالله دولتخواه
- عبدالرحیم روین تن

## جمعیت
بر پایه سرشماری عمومی نفوس و مسکن در سال ۱۳۹۵، جمعیت این روستا برابر با ۱٬۰۱۵ نفر (۲۷۲ خانوار) بوده است.